# Tumulus
«Túmulus» (англ. — курган) — российская фолк-метал-группа.

## История
Образована осенью 1997 года в городе Ярославль, музыкантами российской дум-метал/викинг-метал-группы «Scald», прекратившей своё существование после гибели вокалиста и лидера группы Agyl-я. Название новой группы «Tumulus» (курган) — дань памяти погибшему Agyl-ю, а также название одной из песен «Scald» с альбома «Will of the gods is great power».
«Tumulus» играют в стиле фолк-метал с использованием элементов стилей прогрессивный метал и прогрессивный рок, эмбиент и многих других. Музыканты «Tumulus» характеризуют свою музыку как «art progressive folk metal» с использованием чистого лидирующего вокала и фольклорных инструментов при записи и на концертах.
Тексты группы в основном на русском и древнерусском языках (с использованием диалектных слов русского языка). Лирика основана на славянских заговорных формулах, обрядах и бытовой магии (в основном в традициях северных областей России).
После записи двух демо — «Krada» (1999) и «Vo Luzeh» (2000), «Tumulus» начали сотрудничество с российским лейблом Wroth Emitter Prod., который выпустил 4 альбома группы: студийные полноформатные «Winter Wood» (2004) и «Sredokresie» (2005) (гостевое участие на обоих альбомах приняла вокалистка Марина Соколова из фолк-группы «Седьмая вода»), концертный альбом «Live Balkan Path» (2006) (записанный во время международного тура «Tumulus» «Folk Art Path» — Россия, Украина, Болгария и Румыния), а также мини-альбом «Кочевонов пляс» (2008) (с гостевым участием музыкантов групп «Scald», «Смута», «Разнотравие» и «Рось»). В начале 2010 года лейблом «2S Productions» издан новый полноформатный альбом «Tumulus» — «Ведаi» (с распространением только по России). Летом 2011 года этот альбом переиздан под названием «Vedai — Sacred knowledge of the Bearland» румынским лейблом «Ygghdrassil Productions» для распространения за пределами России. Это переиздание имеет новое оформление и содержит два эксклюзивных бонус трека.
C 2013 года Tumulus является студийным проектом.

## Состав
| Участник |                                     |
| -------- | ----------------------------------- |
| Кучма    | вокал, флейта                       |
| Курбат   | гитара, бэк-вокал                   |
| Ыш       | гитара                              |
| Велингор | бас, тамбурин, перкуссия, бэк-вокал |
| Оттар    | барабаны                            |

## Бывшие участники
- Al’virius — клавишные, балалайка, бэк-вокал (так же в группах «Al’virius» и «3G»)
- Vigdis — клавишные (сейчас сотрудничает с болгарской группой Епизод)
- Zus Obmorokh — гитара
- Igreny — гитара (так же в группе «Рось»)
- Vechernica (Lilith) — клавишные (так же в группах «Martial Art» и «Al’virius»)
- Harald — гитара (так же в группах «Смута» и «Scald»)
- Karry — гитара (так же в группах «Scald» и «Emerald Night»)

## Дискография
| Название                                 | Год выпуска              |
| ---------------------------------------- | ------------------------ |
| Krada                                    | демо 1999                |
| Vo Luzeh                                 | демо 2000                |
| Winter Wood                              | Wroth Emitter Prod. 2004 |
| Sredokresie                              | Wroth Emitter Prod. 2005 |
| Live Balkan Path                         | Wroth Emitter Prod. 2006 |
| Кочевонов Пляс, EP                       | Wroth Emitter Prod. 2008 |
| Ведаi                                    | 2S Prod. 2010            |
| Vedai — Sacred Knowledge of the Bearland | Ygghdrassil Prod. 2011   |
| Скомрах, интернет сингл                  | Self Prod. 2013          |